# Anabate roux
Philydor rufum
Espèce
Synonymes
- Dendrocopus rufus Vieillot, 1818 - protonyme
- Dendroma rufa (Vieillot, 1818)[2]
- Philydor rufus (Vieillot, 1818)[3]

Statut de conservation UICN

 LC  : Préoccupation mineure
L'Anabate roux (Philydor rufum) est une espèce de passereaux de la famille des Furnariidae.

## Répartition
Il vit en Amérique centrale au Costa Rica, Panama, dans le nord et le centre de l'Amérique du Sud.

## Habitat
Son habitat se situe dans les forêts humides de plaine et de montagne tropicales et subtropicales.

## Liste des sous-espèces
Selon BioLib (25 avril 2020) :
- sous-espèce Philydor rufum bolivianum Berlepsch, 1907 - Est de l'Équateur, Bolivie
- sous-espèce Philydor rufum chapadense Zimmer, 1935 - Sud-ouest du Brésil
- sous-espèce Philydor rufum columbianum Cabanis & Heine, 1859 - Nord du Venezuela
- sous-espèce Philydor rufum cuchiverus Phelps & Phelps Jr, 1949 - Sud du Venezuela
- sous-espèce Philydor rufum panerythrum Sclater, 1862 - Costa Rica, Colombie
- sous-espèce Philydor rufum riveti Ménégaux & Hellmayr, 1906 - cordillère des Andes (Colombie et Équateur)
- sous-espèce Philydor rufum rufum (Vieillot, 1818) - Brésil, Nord-est de l'Argentine